# Arslanmyrat Amanow
Arslanmyrat Amanow (sinh ngày 28 tháng 3 năm 1990) là một cầu thủ bóng đá Turkmenistan hiện tại thi đấu cho Sogdiana. Anh ghi bàn trong trận đấu trước Tajikistan tại bán kết Cúp Challenge AFC 2010.

## Sự nghiệp
Vào tháng 3 năm 2014, Amanow ký hợp đồng với đội bóng tại Giải bóng đá ngoại hạng Kazakhstan FC Irtysh Pavlodar. Sau một mùa giải với Irtysh, Amanow rời khỏi câu lạc bộ vào tháng 12 năm 2014,.

## Thống kê sự nghiệp

### Quốc tế
| Đội tuyển quốc gia Turkmenistan | Đội tuyển quốc gia Turkmenistan | Đội tuyển quốc gia Turkmenistan |
| Năm                             | Số trận                         | Bàn thắng                       |
| ------------------------------- | ------------------------------- | ------------------------------- |
| 2009                            | 2                               | 0                               |
| 2010                            | 4                               | 1                               |
| 2011                            | 5                               | 1                               |
| 2012                            | 6                               | 2                               |
| 2013                            | 2                               | 1                               |
| 2014                            | 0                               | 0                               |
| 2015                            | 6                               | 2                               |
| 2016                            | 3                               | 1                               |
| 2017                            | 6                               | 0                               |
| 2018                            | 3                               | 1                               |
| 2019                            | 7                               | 4                               |
| 2021                            | 5                               | 0                               |
| 2022                            | 3                               | 1                               |
| Tổng                            | 52                              | 14                              |

Thống kê chính xác đến trận đấu diễn ra ngày 14 tháng 6 năm 2022

### Bàn thắng quốc tế
| #   | Ngày                 | Địa điểm                                                      | Đối thủ           | Tỉ số | Kết quả | Giải đấu                         |
| --- | -------------------- | ------------------------------------------------------------- | ----------------- | ----- | ------- | -------------------------------- |
| 1.  | 24 tháng 2 năm 2010  | Sân vận động Sugathadasa, Colombo, Sri Lanka                  | Tajikistan        | 1–0   | 2–0     | Cúp Challenge AFC 2010           |
| 2.  | 21 tháng 3 năm 2011  | Sân vận động MBPJ, Petaling Jaya, Malaysia                    | Pakistan          | 2–0   | 3–0     | Vòng loại Cúp Challenge AFC 2012 |
| 3.  | 8 tháng 3 năm 2012   | Sân vận động Halchowk, Kathmandu, Nepal                       | Maldives          | 3–1   | 3–1     | Cúp Challenge AFC 2012           |
| 4.  | 16 tháng 3 năm 2012  | Sân vận động Dasarath Rangasala, Kathmandu, Nepal             | Philippines       | 1–1   | 2–1     | Cúp Challenge AFC 2012           |
| 5.  | 22 tháng 3 năm 2013  | Sân vận động tưởng niệm Rizal, Manila, Philippines            | Campuchia         | 1–0   | 7–0     | Vòng loại Cúp Challenge AFC 2014 |
| 6.  | 3 tháng 9 năm 2015   | Sân vận động Al-Seeb, Seeb, Qatar                             | Oman              | 1–3   | 1–3     | Vòng loại World Cup 2018         |
| 7.  | 8 tháng 10 năm 2015  | Sân vận động Köpetdag, Ashgabat, Turkmenistan                 | Ấn Độ             | 2–1   | 2–1     | Vòng loại World Cup 2018         |
| 8.  | 29 tháng 3 năm 2016  | Sân vận động Jawaharlal Nehru, Kochi, Ấn Độ                   | Ấn Độ             | 1–1   | 2–1     | Vòng loại World Cup 2018         |
| 9.  | 28 tháng 12 năm 2018 | Miracle Resort Hotel, Antalya, Thổ Nhĩ Kỳ                     | Afghanistan       | 2–2   | 2–2     | Giao hữu                         |
| 10. | 9 tháng 1 năm 2019   | Sân vận động Al Nahyan, Abu Dhabi, UAE                        | Nhật Bản          | 1–1   | 3–2     | Asian Cup 2019                   |
| 11. | 5 tháng 9 năm 2019   | Trường đua Colombo, Colombo, Sri Lanka                        | Sri Lanka         | 2–0   | 2–0     | Vòng loại World Cup 2022         |
| 12. | 15 tháng 10 năm 2019 | Sân vận động Quốc tế Jaber Al-Ahmad, Thành phố Kuwait, Kuwait | Kuwait            | 1–0   | 1–1     | Giao hữu                         |
| 13. | 14 tháng 11 năm 2019 | Sân vận động Köpetdag, Ashgabat, Turkmenistan                 | CHDCND Triều Tiên | 2–0   | 3–1     | Vòng loại World Cup 2022         |
| 14. | 11 tháng 6 năm 2022  | Sân vận động Quốc gia Bukit Jalil, Kuala Lumpur, Malaysia     | Bangladesh        | 2–1   | 2–1     | Vòng loại Asian Cup 2023         |

## Danh hiệu

### Câu lạc bộ
Aşgabat FT
- Giải bóng đá vô địch quốc gia Turkmenistan (2): 2007, 2008

FC HTTU
- Giải bóng đá vô địch quốc gia Turkmenistan (1): 2013
- Cúp bóng đá Turkmenistan (1): 2011

### Quốc tế
Cúp Challenge AFC
- Á quân: 2010, 2012